# La Chapelle-Erbrée
La Chapelle-Erbrée är en kommun i departementet Ille-et-Vilaine i regionen Bretagne i nordvästra Frankrike. Kommunen ligger i kantonen Vitré-Est som tillhör arrondissementet Fougères-Vitré. År 2022 hade La Chapelle-Erbrée 723 invånare.

## Befolkningsutveckling
Antalet invånare i kommunen La Chapelle-Erbrée
Referens:INSEE